# Hunched, Manvi
Hunched là một làng thuộc tehsil Manvi, huyện Raichur, bang Karnataka, Ấn Độ.